# John McDouall Stuart
John McDouall Stuart (Dysart, Fife, 7 de setembro de 1815 — Londres, 5 de junho de 1866) foi um explorador escocês imigrado na Austrália.

## Carreira
Stuart liderou a primeira expedição bem-sucedida para atravessar o continente australiano de sul para norte e retornar, através do centro do continente. Fez um total de seis expedições. A sua experiência e o cuidado que demonstrou com a sua equipe garantiram que nunca perdesse um homem, apesar da dureza do país que encontrou.

As explorações de Stuart eventualmente resultaram na anexação do Território Norte, em 1863, de uma enorme área do país ao governo localizado no sul da Austrália. Em 1911, a Comunidade da Austrália assumiu a responsabilidade por essa área. Em 1871-72, a Australian Overland Telegraph Line foi construída ao longo da rota de Stuart. A estrada principal de Port Augusta a Darwin também foi estabelecida essencialmente em sua rota e foi em 1942 chamada de Rodovia Stuart em sua homenagem.